# Polypogon tentacularia
Polypogon tentacularia — вид лускокрилих комах з родини еребід (Erebidae).

## Поширення
Поширений в Європі та Північній Азії на схід до Японії.

## Опис
Розмах крил самців становить приблизно 30 міліметрів. Самиці значно менші і зазвичай трохи темнішого кольору. Передні крила від жовтувато-коричневого до світло-коричневого і мають три хвилясті або злегка зазубрені темно-коричневі поперечні лінії, які можуть бути різної сили. Між внутрішньою і зовнішньою поперечною лінією лежить дископодібна лінія. Задні крила також світло-коричневі. Обидві статі також мають досить світлі голови. Пальпи сильно подовжені.
Гусениці світло-коричневі з темною спинкою. Голова також темно-коричнева.

## Спосіб життя
Міль літає з червня по липень залежно від місця розташування. Личинки живляться кульбабою, золотушником і нечуйвітером.